# 二階堂南
二階堂 南（にかいどう みなみ、1987年12月31日 - ）は、日本の女優、アーティスト。横浜市出身。

## 経歴

### デビューに至るまで
横浜市出身。3年間の銀行勤務後、芸能界へ。

## 人物・エピソード
- 女優活動、音楽活動両方をするアーティスト女優として活動している。
- 趣味は、読書、作詞、作曲、ダンス、お酒を飲みながら話す事、おつまみ作り、音楽番組を永遠と見る事

## 主な活動履歴

### テレビ
- ドラマ
  - きらきら研修医
  - 紅蓮女
  - 山田太郎物語
  - 霧に棲む悪魔
  - おひさま
  - オトナへノベル(ヒロイン役)
- CM
  - キンチョーリキッド
  - ヘルシア緑茶
- 戦隊物
  - 炎神戦隊ゴーオンジャー
  - 仮面ライダー電王
  - 仮面ライダーキバ

### 舞台
- - アリスインプロジェクト 「パラダイスロスト」
  - TMBC 「Bird Land」
  - 劇団宇宙キャンパス「メランコリーにさよならを」
  - 劇団宇宙キャンパス｢みあげてごらんっ！｣ヒロイン役
  - 劇団宇宙キャンパス｢野原ニ響ク約束ノ音｣ヒロイン役
  - KENプロデュース「なつきとオバケくぬぎ」
  - 平熱43度 ｢ネムリメグル｣
  - 演劇制作体V-NET　GK最強リーグ戦 2017「見慣れた知らない景色の中で」 助演女優賞受賞
  - 演劇制作体V-NET｢虹の人｣
  - ラビット番長 「成り果て」池袋演劇祭大賞受賞作品 ヒロイン役[1]
  - ラビット番長｢いきいきて｣
  - ラビット番長｢カチナシ！｣ヒロイン役
  - ラビット番長｢ギンノコウザ｣
  - ラビット番長｢ギンノキヲク｣
  - ラビット番長「コマギレ」